# حرب النجوم: فرسان الجمهورية القديمة
حرب النجوم: فرسان الجمهورية القديمة (بالإنجليزية: Star Wars: Knights of the Old Republic)‏ هي لعبة فيديو صدرت في 15 يوليو 2003، وهي متوفرة على أجهزة إكس بوكس وويندوز وأو إس 10 وآي باد وأندرويد. اللعبة من تطوير بايوير ومن نشر لوكاس آرتز.

## وصلات خارجية
- حرب النجوم: فرسان الجمهورية القديمة على موقع IMDb (الإنجليزية)
- Star Wars: Knights of the Old Republic